# Karpno (powiat drawski)
Karpno – osada w Polsce położona w województwie zachodniopomorskim, w powiecie drawskim, w gminie Drawsko Pomorskie. W latach 1975–1998 miejscowość administracyjnie należała do województwa koszalińskiego. Do 31 grudnia 2018 r. wieś należała do zlikwidowanej gminy Ostrowice. W roku 2007 osada liczyła 3 mieszkańców. Miejscowość wchodzi w skład sołectwa Przytoń.

## Geografia
Osada leży około 1,8 km na północ od Przytonia, nad jeziorem Karpno. Dawny folwark Karpno to obecnie duża posiadłość wiejska składająca się z pensjonatu z restauracją, dwóch stajni oraz jeziora z 2 dużymi pomostami.

## Zabytki
Do wojewódzkiego rejestru zabytków wpisany jest:
- park dworski z końca XIX wieku, pozostałość po dworze.